# Vers-en-Montagne
Vers-en-Montagne település Franciaországban, Jura megyében. Lakosainak száma 230 fő (2022. január 1.). Vers-en-Montagne Andelot-en-Montagne, Chapois, Le Larderet, Le Latet, Le Pasquier és Valempoulières községekkel határos.

## Népesség
A település népessége az elmúlt években az alábbi módon változott:
| Lakosok száma | 167  | 217  | 227  | 197  | 234  | 243  | 234  | 230  | 227  | 230  |
|               | 1968 | 1982 | 1990 | 2006 | 2013 | 2015 | 2017 | 2019 | 2020 | 2022 |